# Mikkel Honoré
Mikkel Frølich Honoré (Fredericia, 21 gennaio 1997) è un ciclista su strada danese che corre per il team EF Education-EasyPost. È professionista dal 2019.

## Carriera
Dopo diversi successi tra gli Juniores, nel 2016 si trasferisce dalla Danimarca in Belgio per correre nella formazione belga Lotto Soudal U23. Dopo due anni passati in Belgio nel 2018 si trasferisce al team Continental danese Virtu Cycling, con cui in maggio vince il Circuit de Wallonie in Belgio; successivamente ad agosto passa come stagista alla formazione World Tour belga Quick-Step Floors, debuttando nella Brussels Cycling Classic.
Nel 2019 debutta ufficialmente da professionista con il team Deceuninck-Quick-Step, ex Quick-Step Floors. In stagione viene selezionato per correre il Giro d'Italia. Nel 2021 vince una tappa alla Settimana Internazionale di Coppi e Bartali e una al Giro dei Paesi Baschi, primo successo World Tour per lui.

## Palmarès
- 2014 (Juniores)

Classifica generale Sint-Martinusprijs Kontich
Giochi Olimpici della Gioventù, Prova a cronometro
- 2015 (Juniores)

1ª tappa Trophée Centre Morbihan (Brandivy > Elven)
Classifica generale Sint-Martinusprijs Kontich
- 2018 (Virtu Cycling, una vittoria)

Circuit de Wallonie
- 2021 (Deceuninck-Quick Step, due vittorie)

5ª tappa Settimana Internazionale di Coppi e Bartali (Forlì > Forlì)
5ª tappa Giro dei Paesi Baschi (Hondarribia > Ondarroa)

### Altri successi
- 2014 (Juniores)

Classifica giovani Sint-Martinusprijs Kontich
- 2015 (Juniores)

Classifica scalatori Ster van Zuid-Limburg
1ª tappa Sint-Martinusprijs Kontich (Kontich > Kontich, cronosquadre)
- 2018 (Virtu Cycling/Danimarca)

4ª tappa Tour de l'Avenir (Orléans > Orléans, cronosquadre)
- 2020 (Deceuninck-Quick Step)

1ª tappa, 2ª semitappa Settimana Internazionale di Coppi e Bartali (Gatteo a Mare > Gatteo, cronosquadre)
- 2023 (EF Education-EasyPost)

Classifica scalatori Tour Down Under

## Piazzamenti

### Grandi Giri
- Giro d'Italia

2019: 101º
2020: 30º
2021: 81º
2024: 62º
2025: 79º
- Tour de France

2022: 111º

### Classiche monumento
- Milano-Sanremo

2022: 38º
2023: 69º
2025: 17º
- Giro delle Fiandre

2023: 39º
2025: 44º
- Liegi-Bastogne-Liegi

2021: 50º
2023: ritirato
2024: 46º
- Giro di Lombardia

2020: 57º
2022: 19º
2023: ritirato

### Competizioni mondiali
- Campionati del mondo

Bergen 2017 - In linea Under-23: 72º
Imola 2018 - In linea Under-23: 20º
Imola 2020 - In linea Elite: ritirato
Fiandre 2021 - In linea Elite: ritirato
Wollongong 2022 - Staffetta mista: 6º
Wollongong 2022 - In linea Elite: 15º
Glasgow 2023 - In linea Elite: ritirato
Zurigo 2024 - Staffetta mista: 5°
Zurigo 2024 - In linea Elite: 52°

### Competizioni continentali
- Campionati europei

Alkmaar 2019 - In linea Elite: ritirato
Monaco di Baviera 2022 - In linea Elite: 23º